# Rubén Terán Adriazola
Nicasio Rubén Terán Adriazola (Arequipa, 17 de diciembre de 1945) es un ingeniero agrícola y político peruano. Fue congresista de la república por Arequipa durante el breve periodo 2000-2001.

## Biografía
Nació en la ciudad de Arequipa, el 17 de diciembre de 1945. Es hijo de Edilberto Terán Taco y de Luisa Adriazola.
Cursó sus estudios primarios y secundarios en su ciudad natal y los superiores en la ciudad de Lima. Se graduó de Ingeniero Agrícola en la Universidad Nacional Agraria La Molina. Desarrollo su experiencia laboral en la provincia de Camaná del departamento de Arequipa.
En el año 2000, el semanario arequipeño El Búho presentó una investigación periodística contra Terán señalando que durante su gestión como director del proyecto de inversión AUTODEMA realizó actos en beneficio de sus familiares a la par que habría utilizado los fondos de ese proyecto como caja chica para su campaña al Congreso de la República.

### Congresista de la República
Rubén Terán se presentó como candidato al Congreso de la República por la alianza Perú 2000 de Alberto Fujimori para las elecciones parlamentarias del año 2000 y fue elegido con 41,516 votos, siendo juramentado para el periodo parlamentario 2000-2001.
Durante su gestión como congresista participó en la presentación de 55 proyectos de ley, de las que sólo 5 fueron promulgadas como ley. Sin embargo, su mandato fue reducido hasta julio del año 2001 debido a la vacancia presidencial contra Alberto Fujimori por su fuga hacia Japón y el inicio del gobierno de transición encabezado por Valentín Paniagua.
Tras culminar su gestión como congresista, Terán decidió luego postular a la reelección en las elecciones del año 2001 por la alianza Solución Popular de Carlos Boloña, sin embargo, no resultó elegido.
En las elecciones regionales del año 2014, Rubén Terán se presentó como candidato a la presidencia del Gobierno Regional de Arequipa por el partido Fuerza Popular de Keiko Fujimori. Durante su candidatura, Terán fue excluido por el Jurado Electoral Especial de Arequipa debido a que se mantenía como miembro del partido Vamos Perú, partido por el cual había renunciado fuera del plazo electoral. Sin embargo, el Jurado Nacional de Elecciones decidió mantener a Terán en la contienda electoral. Posteriormente su candidatura quedó en el décimo segundo lugar de las preferencias.